# Oncocnemis deceptiva
Oncocnemis deceptiva is een vlinder uit de familie van de uilen (Noctuidae). De wetenschappelijke naam van de soort is voor het eerst geldig gepubliceerd in 1922 door Barnes & Lindsey.